# ذي العتم (الحيمة الخارجية)

تعديل مصدري - تعديل

ذي العتم هي إحدى قرى عزلة بني بجير بمديرية الحيمة الخارجية التابعة لمحافظة صنعاء، بلغ تعداد سكانها 14 نسمة حسب تعداد اليمن لعام 2004.